# فهرست مقایسه دوربین‌های دیجیتال کانن ئی‌اواس
جدول زیر اطلاعات عمومی و فنی دوربین‌های عکاسی دیجیتال ای او اس شرکت کنون را بررسی می‌کند.
| مدل            | پردازنده تصویر  | فرمت حسگر                                 | مگاپیکسل | حداقل مقدار ایزو | حداکثر مقدار ایزو | تعداد نقاط فوکوس خودکار | صفحه نمایشگر                          | نوع حافظه جانبی       | امکان نمایش زنده؟ | حداکثر سرعت عکاسی پی‌درپی | تاریخ عرضه | وزن (کیلوگرم) | ابعاد ط×ع×ا (میلی‌متر) | امکان؟ و نوع فیلم‌برداری                         |
| -------------- | --------------- | ----------------------------------------- | -------- | ---------------- | ----------------- | ----------------------- | ------------------------------------- | --------------------- | ----------------- | ------------------------ | ---------- | ------------- | --------------------- | ----------------------------------------------- |
| ۱ دی‌اس         | دیجیک ۱         | فول‌فریم از نوع سی‌ماس                      | ۱۱٫۴     | ۵۰               | ۱۲۵۰              | ۴۵                      | ۱۲۰م پیکسل، ۲ اینچ                    | سی‌اف                  | نه                | ۳                        | فصل ۴-۲۰۰۲ | ۱٫۲۶۵         | ۱۵۶ × ۱۵۸ × ۸۰        | نه                                              |
| ۱ دی‌اس مارک ۲  | دیجیک ۲         | فول‌فریم از نوع سی‌ماس                      | ۱۶٫۷     | ۵۰               | ۳۲۰۰              | ۴۵                      | ۲۳۰م پیکسل، ۲ اینچ                    | سی‌اف، اس‌دی            | نه                | ۴٫۵                      | فصل ۴-۲۰۰۴ | ۱٫۲۱۵         | ۱۵۶ × ۱۵۸ × ۸۰        | نه                                              |
| ۱ دی‌اس مارک ۳  | دیجیک ۳ دوگانه  | فول‌فریم از نوع سی‌ماس                      | ۲۱٫۱     | ۵۰۰              | ۳۲۰۰              | ۴۵                      | ۲۳۰م پیکسل، ۳ اینچ                    | سی‌اف، اس‌دی            | بله               | ۵                        | فصل ۴-۲۰۰۷ | ۱٫۲۱۰         | ۱۵۶ × ۱۶۰ × ۸۰        | نه                                              |
| ۱ دی           | دیجیک ۱         | سامانه پیشرفته تصویر نوع اچ از نوع سی‌سی‌دی | ۴        | ۱۰۰              | ۳۲۰۰              | ۴۵                      | ۱۲۰م پیکسل، ۲ اینچ                    | سی‌اف                  | نه                | ۸                        | فصل ۴-۲۰۰۱ | ۱٫۲۵۰         | ۱۵۶ × ۱۵۸ × ۸۰        | نه                                              |
| ۱ دی مارک ۲    | دیجیک ۲         | سامانه پیشرفته تصویر نوع اچ از نوع سی‌ماس  | ۸٫۲      | ۵۰               | ۳۲۰۰              | ۴۵                      | ۲۳۰م پیکسل، ۲ اینچ                    | سی‌اف، اس‌دی            | نه                | ۸٫۵                      | فصل ۲-۲۰۰۴ | ۱٫۲۲۰         | ۱۵۶ × ۱۵۸ × ۸۰        | نه                                              |
| ۱ دی مارک ۲ ان | دیجیک ۲         | سامانه پیشرفته تصویر نوع اچ از نوع سی‌ماس  | ۸٫۲      | ۵۰               | ۳۲۰۰              | ۴۵                      | ۲۳۰م پیکسل، ۲٫۵ اینچ                  | سی‌اف، اس‌دی            | نه                | ۸٫۵                      | فصل ۳-۲۰۰۵ | ۱٫۲۲۵         | ۱۵۶ × ۱۵۸ × ۸۰        | نه                                              |
| ۱ دی مارک ۳    | دیجیک ۳ دوگانه  | سامانه پیشرفته تصویر نوع اچ از نوع سی‌ماس  | ۱۰٫۱     | ۵۰               | ۶۴۰۰              | ۴۵                      | ۲۳۰م پیکسل، ۳ اینچ                    | سی‌اف، اس‌دی            | بله               | ۱۰                       | فصل ۱-۲۰۰۷ | ۱٫۱۵۵         | ۱۵۶ × ۱۵۷ × ۸۰        | نه                                              |
| ۱ دی مارک ۴    | دیجیک ۴ دوگانه  | سامانه پیشرفته تصویر نوع اچ از نوع سی‌ماس  | ۱۶٫۱     | ۵۰               | ۱۰۲۴۰۰            | ۴۵                      | ۹۲۰م پیکسل، ۳ اینچ                    | سی‌اف، اس‌دی            | بله               | ۱۰                       | فصل ۴-۲۰۰۹ | ۱٫۱۸۰         | ۱۵۶ × ۱۵۷ × ۸۰        | ۱۰۸۰پی ۳۰ فریم بر ثانیه                         |
| ۱ دی ایکس      | دیجیک ۵+ دوگانه | فول‌فریم از نوع سی‌ماس                      | ۱۸٫۱     | ۵۰               | ۲۰۴۸۰۰            | ۶۱                      | ۱۰۴۰م پیکسل، ۳ اینچ                   | ۲ عدد سی‌اف            | بله               | ۱۴                       | فصل ۲-۲۰۱۲ | ۱٫۵۳۰         | ۱۵۸ × ۱۶۴ × ۸۳        | ۱۰۸۰پی ۳۰ فریم بر ثانیه، ۷۲۰پی ۶۰ فریم بر ثانیه |
| ۵ دی           | دیجیک ۲         | فول‌فریم از نوع سی‌ماس                      | ۱۲٫۸     | ۵۰               | ۳۲۰۰              | ۹                       | ۲۳۰م پیکسل، ۲٫۵ اینچ                  | سی‌اف                  | نه                | ۳                        | فصل ۳-۲۰۰۵ | ۰٫۸۱          | ۱۵۲ × ۱۱۳ × ۷۵        | نه                                              |
| ۵ دی مارک ۲    | دیجیک ۴         | فول‌فریم از نوع سی‌ماس                      | ۲۱٫۱     | ۵۰               | ۲۵۶۰۰             | ۹                       | ۹۲۰م پیکسل، ۳ اینچ                    | سی‌اف                  | بله               | ۳٫۹                      | فصل ۴-۲۰۰۸ | ۰٫۸۱          | ۱۵۲ × ۱۱۳ × ۷۵        | ۱۰۸۰پی ۳۰ فریم بر ثانیه، ۴۸۰پی ۳۰ فریم بر ثانیه |
| ۵ دی مارک ۳    | دیجیک ۵+        | فول‌فریم از نوع سی‌ماس                      | ۲۲٫۳     | ۵۰               | ۱۰۲۴۰۰            | ۶۱                      | ۱۰۴۰م پیکسل، ۳ اینچ، ۳:۲              | سی‌اف، اس‌دی            | بله               | ۶                        | فصل ۱-۲۰۱۲ | ۰٫۹۵          | ۱۵۲ × ۱۱۶ × ۷۶        | ۱۰۸۰پی ۳۰ فریم بر ثانیه، ۷۲۰پی ۶۰ فریم بر ثانیه |
| ۶ دی           | دیجیک ۵+        | فول‌فریم از نوع سی‌ماس                      | ۲۰٫۲     | ۵۰               | ۱۰۲۴۰۰            | ۱۱                      | ۱۰۴۰م پیکسل، ۳ اینچ، ۳:۲              | اس‌دی‌ایکس‌سی (یواچ‌اس ۱) | بله               | ۴٫۵                      | فصل ۴-۲۰۱۲ | ۰٫۷۷          | ۱۴۵ × ۱۱۱ × ۷۱        | ۱۰۸۰پی ۳۰ فریم بر ثانیه، ۷۲۰پی ۶۰ فریم بر ثانیه |
| ۷ دی           | دیجیک ۴ دوگانه  | سامانه پیشرفته تصویر نوع سی از نوع سی‌ماس  | ۱۸       | ۱۰۰              | ۱۲۸۰۰             | ۱۹                      | ۹۲۰م پیکسل، ۳ اینچ                    | سی‌اف                  | بله               | ۸                        | فصل ۳-۲۰۰۹ | ۰٫۸۲          | ۱۴۸ × ۱۱۱ × ۷۴        | ۱۰۸۰پی ۳۰ فریم بر ثانیه، ۷۲۰پی ۶۰ فریم بر ثانیه |
| دی ۳۰          |                 | سامانه پیشرفته تصویر نوع سی از نوع سی‌ماس  | ۳٫۱      | ۱۰۰              | ۱۶۰۰              | ۳                       | ۱۱۴م پیکسل، ۱٫۸ اینچ                  | سی‌اف                  | نه                | ۳                        | فصل ۲-۲۰۰۰ | ۰٫۷۸          | ۱۵۰ × ۱۰۷ × ۷۵        | نه                                              |
| دی ۶۰          | 0               | سامانه پیشرفته تصویر نوع سی از نوع سی‌ماس  | ۶٫۳      | ۱۰۰              | ۱۰۰۰              | ۳                       | ۱۱۴م پیکسل، ۱٫۸ اینچ                  | سی‌اف                  | نه                | ۳                        | فصل ۱-۲۰۰۲ | ۰٫۷۸          | ۱۵۰ × ۱۰۷ × ۷۵        | نه                                              |
| ۱۰ دی          | دیجیک ۱         | سامانه پیشرفته تصویر نوع سی از نوع سی‌ماس  | ۶٫۳      | ۱۰۰              | ۳۲۰۰              | ۷                       | ۱۱۸م پیکسل، ۱٫۸ اینچ                  | سی‌اف                  | نه                | ۳                        | فصل ۱-۲۰۰۳ | ۰٫۷۹          | ۱۵۰ × ۱۰۸ × ۷۵        | نه                                              |
| ۲۰ دی          | دیجیک ۲         | سامانه پیشرفته تصویر نوع سی از نوع سی‌ماس  | ۸٫۲      | ۱۰۰              | ۳۲۰۰              | ۹                       | ۱۱۸م پیکسل، ۱٫۸ اینچ                  | سی‌اف                  | نه                | ۵                        | فصل ۳-۲۰۰۴ | ۰٫۶۸۵         | ۱۴۴ × ۱۰۶ × ۷۲        | نه                                              |
| ۲۰ دی ای       | دیجیک ۲         | سامانه پیشرفته تصویر نوع سی از نوع سی‌ماس  | ۸٫۲      | ۱۰۰              | ۳۲۰۰              | ۹                       | ۱۱۸م پیکسل، ۱٫۸ اینچ                  | سی‌اف                  | بله               | ۵                        | فصل ۱-۲۰۰۵ | ۰٫۶۸۵         | ۱۴۴ × ۱۰۶ × ۷۲        | نه                                              |
| ۳۰ دی          | دیجیک ۲         | سامانه پیشرفته تصویر نوع سی از نوع سی‌ماس  | ۸٫۲      | ۱۰۰              | ۳۲۰۰              | ۹                       | ۲۳۰م پیکسل، ۲٫۵ اینچ                  | سی‌اف                  | نه                | ۵                        | فصل ۱-۲۰۰۶ | ۰٫۷           | ۱۴۴ × ۱۰۶ × ۷۴        | نه                                              |
| ۴۰ دی          | دیجیک ۳         | سامانه پیشرفته تصویر نوع سی از نوع سی‌ماس  | ۱۰٫۱     | ۱۰۰              | ۳۲۰۰              | ۹                       | ۲۳۰م پیکسل، ۳ اینچ                    | سی‌اف                  | بله               | ۶٫۵                      | فصل ۳-۲۰۰۷ | ۰٫۷۴          | ۱۴۶ × ۱۰۸ × ۷۴        | نه                                              |
| ۵۰ دی          | دیجیک ۴         | سامانه پیشرفته تصویر نوع سی از نوع سی‌ماس  | ۱۵٫۱     | ۱۰۰              | ۱۲۸۰۰             | ۹                       | ۹۲۰م پیکسل، ۳ اینچ                    | سی‌اف                  | بله               | ۶٫۳                      | فصل ۴-۲۰۰۸ | ۰٫۷۳          | ۱۴۶ × ۱۰۸ × ۷۴        | از طریق برنامه منبع‌باز                          |
| ۶۰ دی          | دیجیک ۴         | سامانه پیشرفته تصویر نوع سی از نوع سی‌ماس  | ۱۸       | ۱۰۰              | ۱۲۸۰۰             | ۹                       | ۱۰۴۰م پیکسل، ۳ اینچ، ۳:۲، چرخشی       | اس‌دی‌ایکس‌سی            | بله               | ۵٫۳                      | فصل ۳-۲۰۱۰ | ۰٫۷۵۵         | ۱۴۵ × ۱۰۶ × ۷۹        | ۱۰۸۰پی ۳۰ فریم بر ثانیه، ۷۲۰پی ۶۰ فریم بر ثانیه |
| ۶۰ دی‌ای        | دیجیک ۴         | سامانه پیشرفته تصویر نوع سی از نوع سی‌ماس  | ۱۸       | ۱۰۰              | ۱۲۸۰۰             | ۹                       | ۱۰۴۰م پیکسل، ۳ اینچ، ۳:۲، چرخشی       | اس‌دی‌ایکس‌سی            | بله               | ۵٫۳                      | فصل ۲-۲۰۱۲ | ۰٫۷۵۵         | ۱۴۵ × ۱۰۶ × ۷۹        | ۱۰۸۰پی ۳۰ فریم بر ثانیه، ۷۲۰پی ۶۰ فریم بر ثانیه |
| ۷۰ دی          | دیجیک ۵+        | سامانه پیشرفته تصویر نوع سی از نوع سی‌ماس  | ۲۰٫۲     | ۱۰۰              | ۲۵۶۰۰             | ۱۹                      | ۱۰۴۰م پیکسل، ۳ اینچ، ۳:۲، چرخشی، لمسی | اس‌دی‌ایکس‌سی (یواچ‌اس ۱) | بله               | ۷                        | فصل ۳-۲۰۱۳ | ۰٫۷۷۵         | ۱۳۹ × ۱۰۴٫۳ × ۷۸٫۵    | ۱۰۸۰پی ۳۰ فریم بر ثانیه، ۷۲۰پی ۶۰ فریم بر ثانیه |
| ۳۰۰ دی         | دیجیک ۱         | سامانه پیشرفته تصویر نوع سی از نوع سی‌ماس  | ۶٫۳      | ۱۰۰              | ۱۶۰۰              | ۷                       | ۱۱۸م پیکسل، ۱٫۸ اینچ                  | سی‌اف                  | نه                | ۲٫۵                      | فصل ۳-۲۰۰۳ | ۰٫۶۹۴         | ۱۴۲ × ۹۹ × ۷۲         | نه                                              |
| ۳۵۰ دی         | دیجیک ۲         | سامانه پیشرفته تصویر نوع سی از نوع سی‌ماس  | ۸        | ۱۰۰              | ۱۶۰۰              | ۹                       | ۱۱۵م پیکسل، ۱٫۸ اینچ                  | سی‌اف                  | نه                | ۳                        | فصل ۱-۲۰۰۵ | ۰٫۵۴          | ۱۲۷ × ۹۴ × ۶۴         | نه                                              |
| ۴۰۰ دی         | دیجیک ۲         | سامانه پیشرفته تصویر نوع سی از نوع سی‌ماس  | ۱۰٫۱     | ۱۰۰              | ۱۶۰۰              | ۹                       | ۲۳۰م پیکسل، ۲٫۵ اینچ                  | سی‌اف                  | نه                | ۳                        | فصل ۱-۲۰۰۷ | ۰٫۵۱          | ۱۲۷ × ۹۴ × ۶۵         | نه                                              |
| ۴۵۰ دی         | دیجیک ۳         | سامانه پیشرفته تصویر نوع سی از نوع سی‌ماس  | ۱۲٫۲     | ۱۰۰              | ۱۶۰۰              | ۹                       | ۲۳۰م پیکسل، ۳ اینچ                    | اس‌دی‌اچ‌سی              | بله               | ۳٫۵                      | فصل ۲-۲۰۰۸ | ۰٫۴۷۵         | ۱۲۹ × ۹۸ × ۶۲         | از طریق برنامه منبع‌باز به رایانه                |
| ۵۰۰ دی         | دیجیک ۴         | سامانه پیشرفته تصویر نوع سی از نوع سی‌ماس  | ۱۵٫۱     | ۱۰۰              | ۱۲۸۰۰             | ۹                       | ۹۲۰م پیکسل، ۳ اینچ                    | اس‌دی‌اچسی              | بله               | ۳٫۴                      | فصل ۱-۲۰۰۹ | ۰٫۴۸          | ۱۲۹ × ۹۸ × ۶۲         | ۱۰۸۰پی ۲۰ فریم بر ثانیه، ۷۲۰پی ۳۰ فریم بر ثانیه |
| ۵۵۰ دی         | دیجیک ۴         | سامانه پیشرفته تصویر نوع سی از نوع سی‌ماس  | ۱۸       | ۱۰۰              | ۱۲۸۰۰             | ۹                       | ۱۰۴۰م پیکسل، ۳ اینچ، ۳:۲              | اس‌دی‌ایکس‌سی            | بله               | ۳٫۷                      | فصل ۱-۲۰۱۰ | ۰٫۵۳          | ۱۲۹ × ۹۸ × ۶۲         | ۱۰۸۰پی ۳۰ فریم بر ثانیه، ۷۲۰پی ۶۰ فریم بر ثانیه |
| ۶۰۰ دی         | دیجیک ۴         | سامانه پیشرفته تصویر نوع سی از نوع سی‌ماس  | ۱۸       | ۱۰۰              | ۱۲۸۰۰             | ۹                       | ۱۰۴۰م پیکسل، ۳ اینچ، ۳:۲، چرخشی       | اس‌دی‌ایکس‌سی            | بله               | ۳٫۷                      | فصل ۱-۲۰۱۱ | ۰٫۵۷          | ۱۳۳ × ۱۰۰ × ۸۰        | ۱۰۸۰پی ۳۰ فریم بر ثانیه، ۷۲۰پی ۶۰ فریم بر ثانیه |
| ۶۵۰ دی         | دیجیک ۵         | سامانه پیشرفته تصویر نوع سی از نوع سی‌ماس  | ۱۸       | ۱۰۰              | ۲۵۶۰۰             | ۹                       | ۱۰۴۰م پیکسل، ۳ اینچ، ۳:۲، چرخشی، لمسی | اس‌دی‌ایکس‌سی (یواچ‌اس ۱) | بله               | ۵                        | فصل ۲-۲۰۱۲ | ۰٫۵۸          | ۱۳۴ × ۱۰۰ × ۷۹        | ۱۰۸۰پی ۳۰ فریم بر ثانیه، ۷۲۰پی ۶۰ فریم بر ثانیه |
| ۷۰۰ دی         | دیجیک ۵         | سامانه پیشرفته تصویر نوع سی از نوع سی‌ماس  | ۱۸       | ۱۰۰              | ۲۵۶۰۰             | ۹                       | ۱۰۴۰م پیکسل، ۳ اینچ، ۳:۲، چرخشی، لمسی | اس‌دی‌ایکس‌سی (یواچ‌اس ۱) | بله               | ۵                        | فصل ۱-۲۰۱۳ | ۰٫۵۸          | ۱۳۴ × ۱۰۰ × ۷۹        | ۱۰۸۰پی ۳۰ فریم بر ثانیه، ۷۲۰پی ۶۰ فریم بر ثانیه |
| ۱۰۰۰ دی        | دیجیک ۳         | سامانه پیشرفته تصویر نوع سی از نوع سی‌ماس  | ۱۰٫۱     | ۱۰۰              | ۱۶۰۰              | ۷                       | ۲۳۰م پیکسل، ۲٫۵ اینچ                  | اس‌دی‌اچ‌سی              | بله               | ۳                        | فصل ۳-۲۰۰۸ | ۰٫۴۵          | ۱۲۶ × ۹۸ × ۶۲         | از طریق برنامه منبع‌باز به رایانه                |
| ۱۱۰۰ دی        | دیجیک ۴         | سامانه پیشرفته تصویر نوع سی از نوع سی‌ماس  | ۱۲٫۱     | ۱۰۰              | ۶۴۰۰              | ۹                       | ۲۳۰م پیکسل، ۲٫۷ اینچ                  | اس‌دی‌ایکس‌سی            | بله               | ۳                        | فصل ۱-۲۰۱۱ | ۰٫۴۹۵         | ۱۳۰ × ۱۰۰ × ۷۸        | ۷۲۰پی ۳۰ فریم بر ثانیه                          |
| ۱۲۰۰ دی        | دیجیک ۴         | سامانه پیشرفته تصویر نوع سی از نوع سی‌ماس  | ۱۸       | ۱۰۰              | ۶۴۰۰              | ۹                       | ۴۶۰م پیکسل، ۳ اینچ                    | اس‌دی‌ایکس‌سی            | بله               | ۳                        | فصل ۱-۲۰۱۴ | ۰٫۴۸          | ۱۳۰ × ۱۰۰ × ۸۸        | ۱۰۸۰پی ۳۰ فریم بر ثانیه، ۷۲۰پی ۶۰ فریم بر ثانیه |
| ۱۰۰ دی         | دیجیک ۵         | سامانه پیشرفته تصویر نوع سی از نوع سی‌ماس  | ۱۸       | ۱۰۰              | ۲۵۶۰۰             | ۹                       | ۱۰۴۰م پیکسل، ۳ اینچ، ۳:۲، لمسی        | اس‌دی‌ایکس‌سی (یواچ‌اس ۱) | بله               | ۴                        | فصل ۱-۲۰۱۳ | ۰٫۴۱          | ۱۱۷ × ۹۱ × ۶۹         | ۱۰۸۰پی ۳۰ فریم بر ثانیه، ۷۲۰پی ۶۰ فریم بر ثانیه |
| ام             | دیجیک ۵         | سامانه پیشرفته تصویر نوع سی از نوع سی‌ماس  | ۱۸       | ۱۰۰              | ۲۵۶۰۰             | ۳۱ (حداکثر)             | ۱۰۴۰م پیکسل، ۳ اینچ، ۳:۲، لمسی        | اس‌دی‌ایکس‌سی (یواچ‌اس ۱) | بله (فقط)         | ۴٫۳                      | فصل ۳-۲۰۱۲ | ۰٫۲۶۲         | ۱۰۸٫۶ × ۶۶٫۵ × ۳۲٫۳   | ۱۰۸۰پی ۳۰ فریم بر ثانیه، ۷۲۰پی ۶۰ فریم بر ثانیه |
| مدل            | پردازنده تصویر  | فرمت حسگر                                 | مگاپیکسل | حداقل مقدار ایزو | حداکثر مقدار ایزو | تعداد نقاط فوکوس خودکار | صفحه نمایشگر                          | نوع حافظه جانبی       | امکان نمایش زنده؟ | حداکثر سرعت عکاسی پی‌درپی | تاریخ عرضه | وزن (کیلوگرم) | ابعاد ط×ع×ا (میلی‌متر) | امکان و نوع فیلم‌برداری                          |